# Leucomeris
Leucomeris, rod glavočika, dio tribusa Hyalideae.. Postoje dvije vrste raširene od Indijskog potkontinenta do južne Kine i Indokine.

## Vrste
1. Leucomeris decora Kurz
2. Leucomeris spectabilis D.Don